# Лилль Фландрия (вокзал)
Лилль-Фландрия (фр. Lille Flandres) — главная железнодорожная станция Лилля, фактической столицы Французской Фландрии. Используется как для дальних, так и для региональных перевозок, название «Лилль-Фландрия» получила в 1993 году, когда был построен новый вокзал Лилль-Европа.
Здание вокзала было построено для «Северо-Французского общества железных дорог» в 1869 - 1892 году. Фронтон вокзала представляет собой старый фронтон  Северного вокзала Парижа. Используется железнодорожными компаниями Франции (SNCF) и Бельгии (NMBS/SNCB). Поддерживается сообщение с Парижем, Дюнкерком, Брюгге и другими близлежащими французскими и бельгийскими городами.